# Кубановка (Калининградская область)
Куба́новка (до 1938 года Бракупёнен, нем. Brakupönen; в 1938—1946 годах Росслинде, нем. Roßlinde) — посёлок в Гусевском городском округе Калининградской области. Является административным центром Кубановского сельского поселения. Население — 721 чел. (2010).

## География
Посёлок расположен в 8 километрах северо-западнее Гусева на трассе Р—508.

## История
Первое упоминание относится к 1539 году. 30 мая 1737 г. в Бракупёнене была основана школа. Бракупёнен был центром коневодства. В нём располагалась ветлечебница для лошадей. Во время Первой мировой войны 19 августа 1914 года посёлок был занят русскими войсками, но 20 августа они были выбиты. В немецком плену оказалось около 2000 русских солдат. В 1938 году был переименован в Росслинде. До 1945 года Бракупёнен входил в состав Восточной Пруссии, Германия. С 1945 года входил в состав РСФСР СССР. Ныне в составе России. В 1946 году Бракупёнен был переименован в Кубановку. С 1947 года посёлок относился к Красногорскому сельскому совету, позднее Красногорскому сельскому округу. 30 июня 2008 года стал административным центром образованного в ходе административной реформы в Российской Федерации Кубановского сельского поселения.

## Население
| 1910 | 1933 | 1939 | 2002 | 2010 |
| ---- | ---- | ---- | ---- | ---- |
| 806  | ↘769 | ↘759 | ↗776 | ↘721 |

## Социальная сфера

### Учреждения образования
- Дом культуры

## Достопримечательности
- Памятник погибшим в годы Первой мировой войны 199 русским и 115 немецким солдатам[5]

## Экономика
В посёлке работает свиноводческий комплекс на 10 тысяч голов.